# 吉田修作
吉田 修作（よしだ しゅうさく、1947年(昭和22年)11月17日 - ）は、国文学者、福岡女学院大学名誉教授。
東京都生まれ。1971年慶應義塾大学文学部国文科卒、77年同大学院文学研究科博士課程修了。99年「文芸伝承論 伝承の「をとこ」と「をとめ」」で慶大博士（文学）。高校教師をへて、1990年福岡女学院大学人文学部教授、学部長。2018年名誉教授。

## 著書
- 『ことばの呪性と生成 混沌からの声』おうふう、1996
- 『文芸伝承論 伝承の<をとこ>と<をとめ>』おうふう、1998
- 『憑り来ることばと伝承 託宣・神功皇后・地域』おうふう、2008
- 『古代文学表現論 古事記・日本書紀を中心にして』おうふう、2013

### 共著
- 『テーマ・シンキング叢書 時間』文屋敬、上村忠実、岩井眞實、道行千枝、上田修共著 ミッションプレス、2011
- 『テーマ・シンキング叢書 自然』岩井眞實、上田修、上村忠実、大島一利、文屋敬、道行千枝共著 ミッションプレス、2012

## 参考
- [ISBN　978-4-273-03704-8]
- 『現代日本人名録』2002年